# Anonimitás

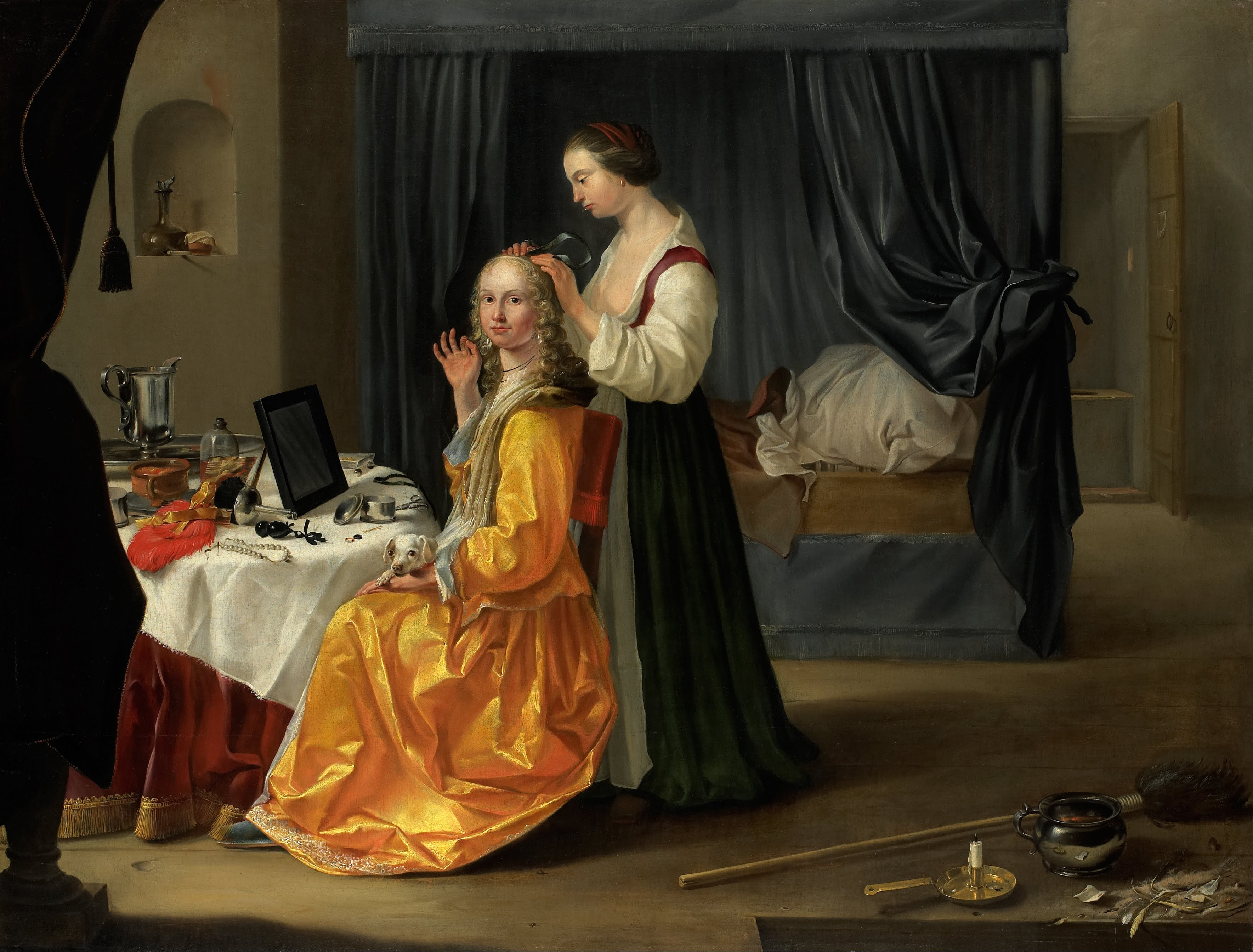
Ismeretlen hölgy portréja, szobalánnyal. Ismeretlen festőtől

Az anonimitás másképp névtelenség.

## Anonimitás a művészetben
A középkori művészet irodalmára jellemző az anonimitás. Az alkotó nem saját dicsőségére alkot, hanem Istennek, ezért nem teszi oda a szignóját. A reneszánszban már fontos a személyiség, a középkori emberrel szemben saját személyiségét is fontosnak tartja, megjelenik a művészi öntudat. A középkori költő alázattal költ.

## Anonymus
Anonymus szobra Budapesten, a Városligetben található. Egy műve a Gesta Hungarorum.